# تاندبرگ
تاندبرگ (انگلیسی: Tandberg) شرکت تجهیزات مخابرات نروژی است، که در سال ۱۹۳۳ تأسیس شد.
تاندبرگ یک تولیدکننده لوازم الکترونیکی واقع در اسلو، نروژ (تولید، فروش و توزیع) و شهر نیویورک، ایالات متحده (فروش و توزیع) بود. این شرکت در زمینه رادیو شروع به کار کرد، اما بیشتر به دلیل ضبط صوت‌های حلقوی به حلقه و همچنین عرشه‌های کاست و تلویزیون‌ها مشهور شد. شرکت اصلی در سال ۱۹۷۸ پس از رکود شدید مالی ورشکست شد. سال بعد، این شرکت دوباره شکل گرفت در حالی که بخش داده آنها به عنوان Tandberg Data جدا شد، از جمله بخش ضبط نوار، که دامنه آن را به ضبط داده‌ها کاهش داد.
با گذشت زمان، شرکت اصلی تاندبرگ به‌طور فزاینده ای درگیر سیستم‌های کنفرانس از راه دور شد و در این زمینه پیشرو شد. رقیب اصلی شرکت Polycom و سایر رقبای HP , Sony , Radvision , VTEL و Aethra بودند.
سیسکو سیستمز Tandberg را در ۱۹ آوریل ۲۰۱۰ خریداری کرد. Tandberg Data اکنون به‌طور رسمی یک شرکت آلمانی است و به ساخت سیستم‌های ذخیره‌سازی نوار رایانه ای ادامه می‌دهد.

## تاریخچه

### آغاز به کار
این شرکت توسط Vebjørn Tandberg به عنوان Tandbergs Radiofabrikk (کارخانه رادیو Tandberg) در اسلو در سال ۱۹۳۳ تأسیس شد. اولین رادیوی این شرکت "Tommeliten" (تام شست) نام داشت و فقط از هدفون استفاده می‌کرد. پس از آن "Corona" با یک بلندگو دنبال شد. در سال ۱۹۳۴، اولین رادیو "Huldra" راه اندازی شد، و در سال ۱۹۳۶ توسط "Sølvsuper" راه اندازی شد. در سالهای اولیه، رادیوها، بلندگوها و میکروفونها خروجی اصلی کارخانه بودند. رادیوهای Sølvsuper و Huldra پایه موفقیت تاندبرگ شد.
در اوایل دهه ۱۹۵۰، تندبرگ یک کارخانه شعبه در Kjelsås (در اسلو) برای تولید دستگاه‌های ضبط صوت از حلقه به حلقه باز کرد. اولین مدل آنها در سال ۱۹۵۲ به بازار معرفی شد. در دهه بعد، تندبرگ به سرعت تعدادی از مفاهیم برجسته را وارد کرد. مدل 2 Hi-Fi سال ۱۹۵۶ دارای سه سرعت انتقال نوار بود، که به شما امکان می‌دهد پاسخ فرکانس بالا را بهبود بخشید. مدل ۳ استریو از سال ۱۹۵۷ اولین سیستم استریو تاندبرگ بود که امکان پخش نوارهای استریو را فراهم می‌کرد، اما قابلیت ضبط به صورت استریو تا زمان معرفی مدل ۵ در سال ۱۹۵۸ در دسترس نبود، که امکان اتصال یک تقویت کننده ضبط خارجی به کانال دوم را روی نوار ضبط کنید. اولین سیستم استریو کامل آنها، مدل ۶ ۱۹۶۰، دارای ۴ تقویت کننده، ۲ ضبط و ۲ پخش بود که به اپراتور کنترل کامل هر دو کانال صوتی را می‌دهد. در دهه ۱۹۶۰ تاندبرگ تکنیک ضبط عرضی را در مدل 6X معرفی کرد و به ضبط کننده‌های خود اجازه می‌داد فرکانس‌های بالاتری نسبت به مدل‌های رقیب داشته باشند. تاندبرگ این مفهوم را به آکای واگذار کرد، که از آن در دهه‌های ۱۹۷۰ و ۸۰ در ضبط کننده‌های آکایی و روبرتز خود به‌طور گسترده استفاده کرد. در سال ۱۹۶۴ تاندبرگ روش جدید آموزش زبان، آزمایشگاه زبان را افتتاح کرد و همراه آن اولین دستگاه ضبط صوتی کاملاً ترانزیستوری خود، مدل ۱۰، ضبط کننده ای که به عنوان ضبط کننده معلم در کلاسهای درس زبان طراحی شده بود. با این حال، اولین دستگاه ضبط کامل ترانزیستوری که برای مصرف‌کنندگان به بازار عرضه شد، مدل ۱۲ ۱۹۶۶ بود که در میان موارد دیگر دارای ورودی‌های میکروفون امپدانس کم بود که برای اولین میکروفون پویا، TM 4 طراحی شده بود. در سال ۱۹۶۹ تاندبرگ سرانجام استفاده از لوله‌های خلاء را در دستگاه‌های ضبط خود رها کرد، و 6X که ضبط عرضی را به جهان معرفی کرده بود، آخرین دستگاه ضبط لوله که هنوز توسط Tandberg تولید می‌شود، از تولید خارج شد. در همان سال مجموعه جدیدی از دستگاه‌های ضبط ترانزیستوری Tandberg وارد بازار شد تا شکاف مدل‌های قبلی را پر کند.
ضبط صوت‌های تاندبرگ بر بازار نروژ تسلط داشتند و به دلیل تکنولوژی پیشرفته و کیفیت بالا و قیمت مناسب شهرت داشتند. رئیس‌جمهور جان اف کندی در دستگاه‌های چرخشی به قرقره تاندبرگ جلسات زیادی را در اتاق کابینه کاخ سفید از جمله جلسات مربوط به بحران موشکی کوبا ضبط کرد.
کارخانه Kjelsas همچنین در سال ۱۹۶۰ شروع به تولید تلویزیون کرد و در سال ۱۹۶۶ دومین کارخانه تلویزیون در Kjeller در Skedsmo افتتاح شد. تلویزیون‌های رنگی در سال ۱۹۶۹ به مجموعه خود اضافه شدند. در سال ۱۹۷۲، تاندبرگ Radionette را خرید، یکی دیگر از شرکت‌های بزرگ الکترونیکی نروژی که اکنون روی تلویزیون تمرکز دارد. تا سال ۱۹۷۶، تلویزیون‌ها محصول اصلی تاندبرگ بودند و کارخانه‌های آنها ۳۵۰۰ دستگاه کار می‌کردند. با این حال، در همان سال یک رکود بزرگ اقتصادی شرکت را به‌طور جدی مختل کرد و تا سال ۱۹۷۸ ورشکست شد. شورش سهامداران، Vebjørn Tandberg را از کنترل شرکت خارج کرد و او در ماه اوت خودکشی کرد. در ماه دسامبر، این شرکت اعلام ورشکستگی کرد.

### تقسیم
پس از ورشکستگی، تاندبرگ اصلی به دو قسمت تقسیم شد. تحت کنترل زیمنس، Tandberg Data پایانه رایانه و قطعات ضبط نوار شرکت را در اختیار گرفت و دومی را صرفاً به حوزه ذخیره‌سازی رایانه منتقل کرد. بخشهای باقی مانده تحت کنترل Norsk Data قرار گرفتند و "Radiofabrikk" را از دست دادند و به سادگی تبدیل به Tandberg شدند.
در سال ۱۹۸۴، بخش تجهیزات صوتی مصرف‌کننده جدا شد و تبدیل به Tandberg Audio شد.
اولین تلفن تصویری تاندبرگ برای ISDN در سال ۱۹۸۹ ساخته شد، در حالی که تلفن تصویری کاملاً یکپارچه Vision H.320 در سال ۱۹۹۳ راه اندازی شد. متعاقباً، تمرکز بر روی سیستم‌های با عملکرد بالاتر - گرند ویژن و سری مستر ویژن - انجام شد. نقاط پایانی رومیزی جدید نیز اضافه شد - Compact Vision و Vision600.
اولین دفتر آمریکایی در سال ۱۹۹۵ در کانکتیکات افتتاح شد. برای مدت کوتاهی به کانزاس سیتی منتقل شد تا در اوت ۱۹۹۶ به Reston، ویرجینیا رفت. در سال ۱۹۹۷، این شرکت دو شرکت فروش و توزیع در آمریکای شمالی را خریداری کرد و در بزرگترین بازار کنفرانس‌های ویدئویی در جهان جای پای محکمی گرفت. دو دفتر فروش و پشتیبانی بزرگ در ایالات متحده ایجاد کرد. یکی در ویرجینیا و دیگری در تگزاس. این دفتر در Reston، ویرجینیا بزرگترین دفتر در ایالات متحده تا به امروز است.
همچنین در سال ۱۹۹۷، بخش تولید تلویزیون به تلویزیون تندبرگ تبدیل شد.
در سال ۱۹۹۹، شرکت فناوری نروژی Internet Technology AS را که توسعه دهندگان با استاندارد ITU H.323 تجربه کرده بودند، به دست آورد، مخصوصاً از پروژه‌های VoIP مانند اولین سرویس تجاری H.323 تجاری VoIP در جهان که در ۱۹۹۷ با Telenor راه اندازی شد. در سال ۲۰۰۰، شرکت با استفاده از استاندارد H.323 به مرحله ویدئو کنفرانس مبتنی بر IP رفت و کل خط تولید IP را قادر ساخت. از سال ۲۰۰۰، این شرکت خط تولید خود را با افزودن MCUهای کلاس شرکتی، Gateways , MCUهای کلاس ارائه دهنده خدمات و Gatekeepers H.323 بسیار افزایش داده‌است. در سال ۲۰۰۱، این شرکت همچنین یک شرکت مشاور Delante AS را خریداری کرد که به آن امکان تمرکز بیشتر بر روی یکپارچه سازی نرم‌افزارهای خارجی و پیوندها، به ویژه بستر مایکروسافت را داد. در سال 2004 Ridgeway Systems and Software، یک خانه نرم‌افزاری مستقر در انگلستان که در زمینه Firewall و NAT traversal تخصص دارد، خریداری شد. نتیجه این خرید فناوری Tandberg Expressway Firewall Traversal بود که به هر نقطه پایانی ویدئویی H.323 امکان برقراری تماس از طریق هر تعداد فایروال یا دستگاه NAT را می‌دهد.
در ژوئیه ۲۰۰۴، شرکت خط تولید نهایی نهایی جدید، سری "MXP" را منتشر کرد.